# Флоренс Аравийская
«Флоренс Аравийская» — сатирический роман Кристофера Бакли.

## Сюжет
Роман повествует о вымышленном королевстве Васабия, в котором Флоренс Аравийская участвует в конфликте ЦРУ с правительством Васабии.

## Интересные факты
- Название романа пародирует Лоуренса Аравийского.
- Роман посвящён погибшей 9 марта 2004 года сотруднице ЦРУ в Ираке — Ферн Холланд[англ.].